# Melara
Melara is een gemeente in de Italiaanse provincie Rovigo (regio Veneto) en telt 1927 inwoners (31-12-2004). De oppervlakte bedraagt 17,6 km², de bevolkingsdichtheid is 109 inwoners per km².
De volgende frazioni maken deel uit van de gemeente: Santo Stefano.

## Demografie
Melara telt ongeveer 794 huishoudens. Het aantal inwoners daalde in de periode 1991-2001 met 6,2% volgens cijfers uit de tienjaarlijkse volkstellingen van ISTAT.
| Jaar | Inwoneraantal |
| ---- | ------------- |
| 1991 | 2055          |
| 2001 | 1927          |

## Geografie
Melara grenst aan de volgende gemeenten: Bergantino, Borgofranco sul Po (MN), Cerea (VR), Ostiglia (MN).